# Unexpected John Cena
Unexpected John Cena, auch Unexpected Cena oder And His Name is John Cena genannt, ist eine Reihe von Memes und Videos, die erstmals im Sommer 2015 auf Videoplattformen wie YouTube und Vine bekannt wurden. Das Meme wurde durch einen Telefonstreich in der Z Morning Zoo Radio Show des Radiosenders WNVZ (Z104) in Norfolk, Virginia im Jahr 2012 inspiriert. Die Clips zeigen einen Ausschnitt aus einem Film, einer Fernsehserie, einem Lied oder etwas anderem, die von John Cenas Einlaufmusik unterbrochen werden, während ein Ansager And his name is John Cena! oder einfach John Cena! ruft und sein Lied The Time Is Now gespielt wird. Das Meme erreichte große Aufmerksamkeit und wurde positiv aufgenommen. Auch Jahre später gab es Berichterstattung zu dem Phänomen.